# فن المملكة المصرية القديمة

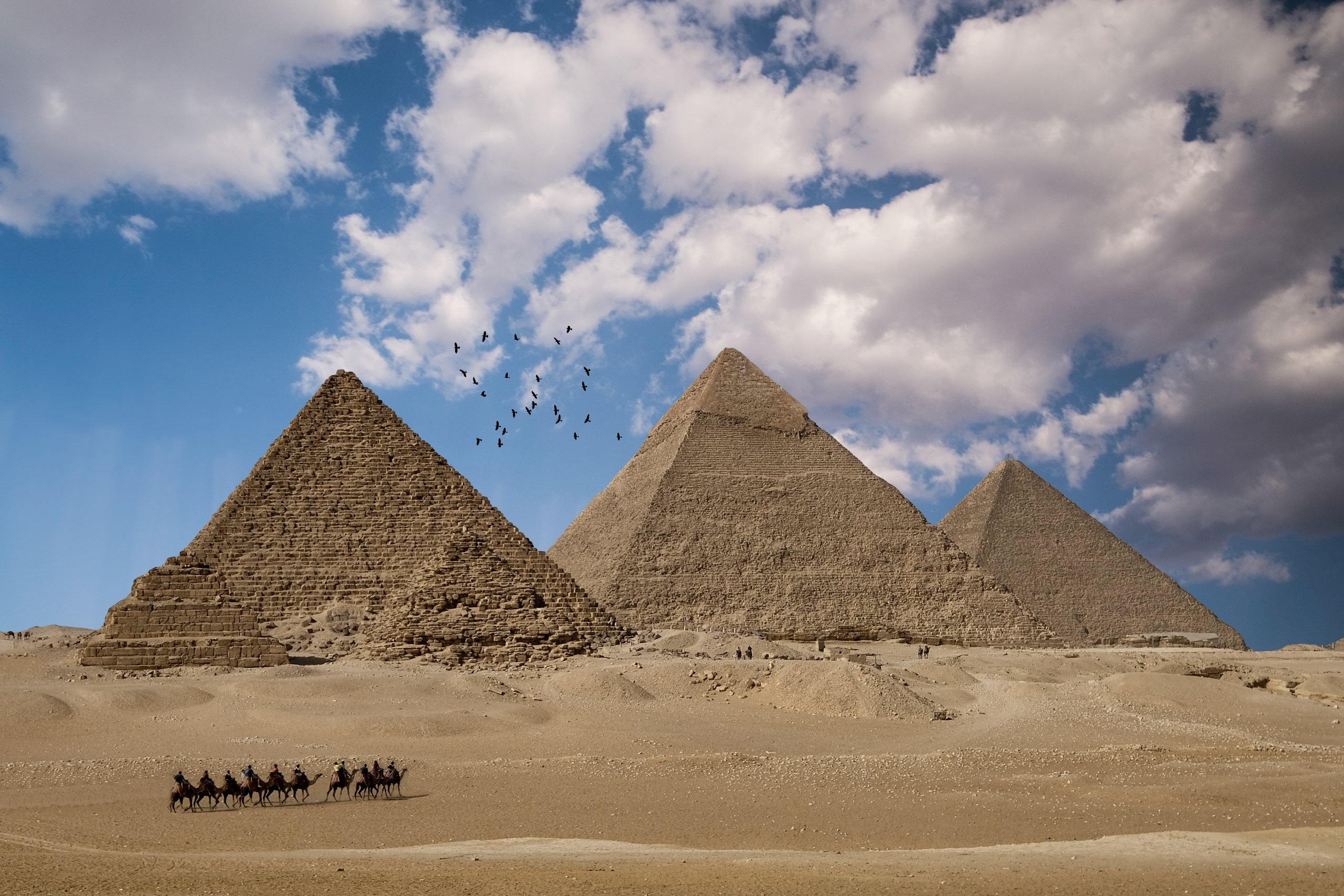
مجمع أهرامات الجيزة أعظم الأعمال الفنية للمملكة المصرية القديمة

يشير اسم فن المملكة المصرية القديمة إلى الإنتاج الفني الذي حدث في مصر القديمة بين  الأسرة الثالثة والأسرة السادسة(2686 ق.م - 2181 ق.م). وتتميز بشكل خاص بـ المجمعات الضخمة والتماثيل ذات الحجم الكبير.

## العمارة

### العمارة الجنائزية

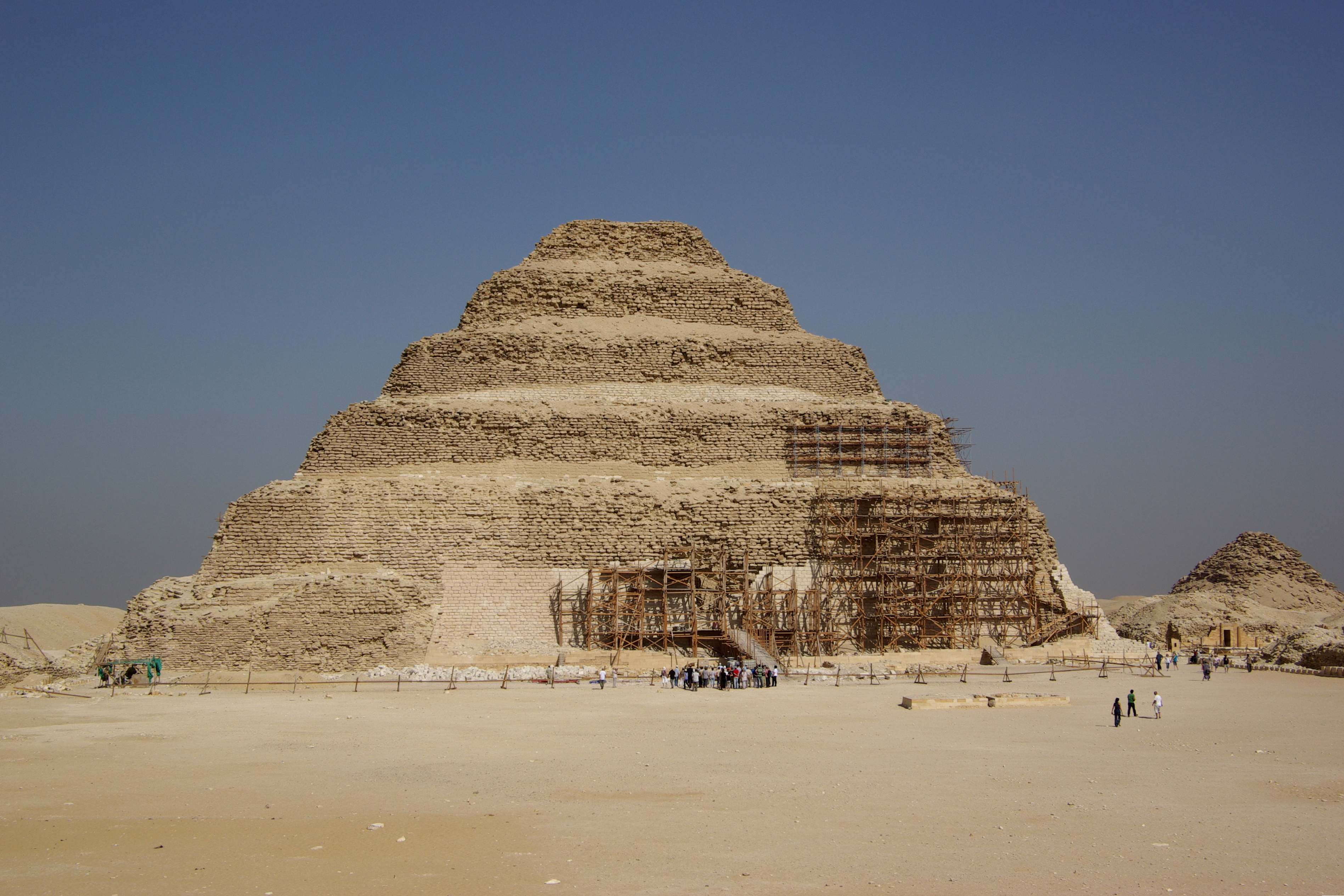
مجمع هرم وجنازة الملك زوسر، الأسرة المصرية الثالثة، سقارة

في بداية الأسرة المصرية الثالثة، كانت المقابر الملكية تصل إلى مصطبة، أي مقاعد كبيرة من الطوب. في عهد زوسر ظهر مفهومان جديدان وثوريان للعمارة المصرية:  الهرم والعمارة الحجرية. سعى المهندس المعماري ورئيس وزراء زوسر، إمحوتب أولاً إلى بناء مصطبة حجرية، والتي من شأنها أن تدوم لفترة أطول بكثير من تلك المصنوعة من الطوب، ثم قام بتوسيعه ليصبح هرمًا بأربع درجات ثم ست درجات، ولا شك أن النصب الجنائزي مرئي خلف السور العالي المحيط.
لأن  المجمع الجنائزي لزوسر بعيد كل البعد عن هرم واحد: الضميمة المتدرجة، بطول 560 متر، وله أربعة عشر بابًا صناعيًا وباب حقيقي يفتح على فناء كبير حيث يوجد نسخة طبق الأصل من القبر الذي يقع تحت الهرم، مجمع عيد سد تحده سلسلة من المصليات الاصطناعية (الكاملة) أحيانًا، معبد جنائزي به سرداب يحتوي على تمثال زوسر، إلخ. يلاحظ المرء في العناصر المعمارية حقيقة مثيرة للاهتمام: قام البناؤون بنسخ معماريات الطوب والخشب في الحجر، وهو ما يفسر وجود طور أفاريز مع ممرات وأعمدة بردي مفتوحة.

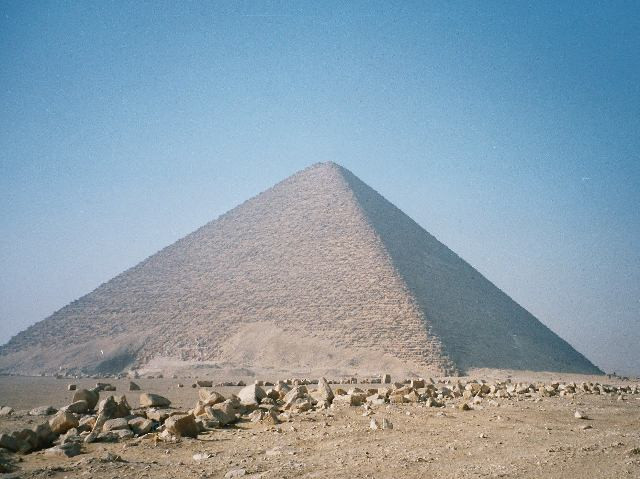
الهرم الأحمر لدهشور، الأسرة المصرية الرابعة، عهد سنفرو

شهدت الأسرة المصرية الرابعة تطور مفهوم الهرم، حيث سعى المهندسون المعماريون إلى جعل آثارهم الجنائزية سلسة تمامًا. العديد من المباني، التي حققت نجاحًا أو بآخر، تتخلل هذا البحث: هرم ميدوم، هرم سنفرو المائل والهرم الأحمر في دهشور، للوصول أخيرًا إلى الكمال: هرم خوفو.

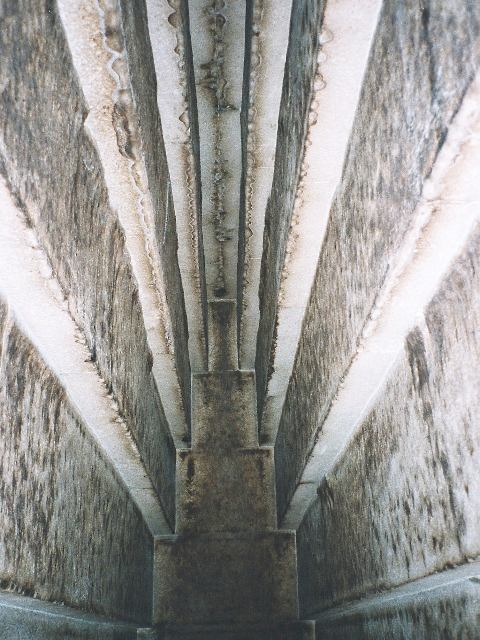
قبو مقوس، الهرم الأحمر، دهشور

يعتبر خوفو الهرم الأكثر كمالاً، نظراً لنسبه المهيبة نظراً لزاوية قاعدته أكثر أهمية من الهرم الأحمر. لكن خوفو مثيرة للاهتمام أيضًا لتنظيمها الداخلي. تظهر غرفه الثلاث، إحداها تحت الأرض والغرفتان الأخريان في البناء، وجود تجربة وخطأ من جانب المهندسين المعماريين، في المنطقة الإشكالية دائمًا لمقاومة الأسقف. تم التخلي عن القبو المقوس المستخدم في الهرم الأحمر، ربما بسبب الضيق المرتبط به. لذلك استخدم البناؤون قبو شيفرون لغرفة الملكة، كما أن غرف الإغاثة تعلوها سقف شيفرون لغرفة الملك، والتي كانت تستخدم على الأرجح. الرواق الكبير، الذي يبلغ ارتفاعه تسعة أمتار، مقنطر مقبب.

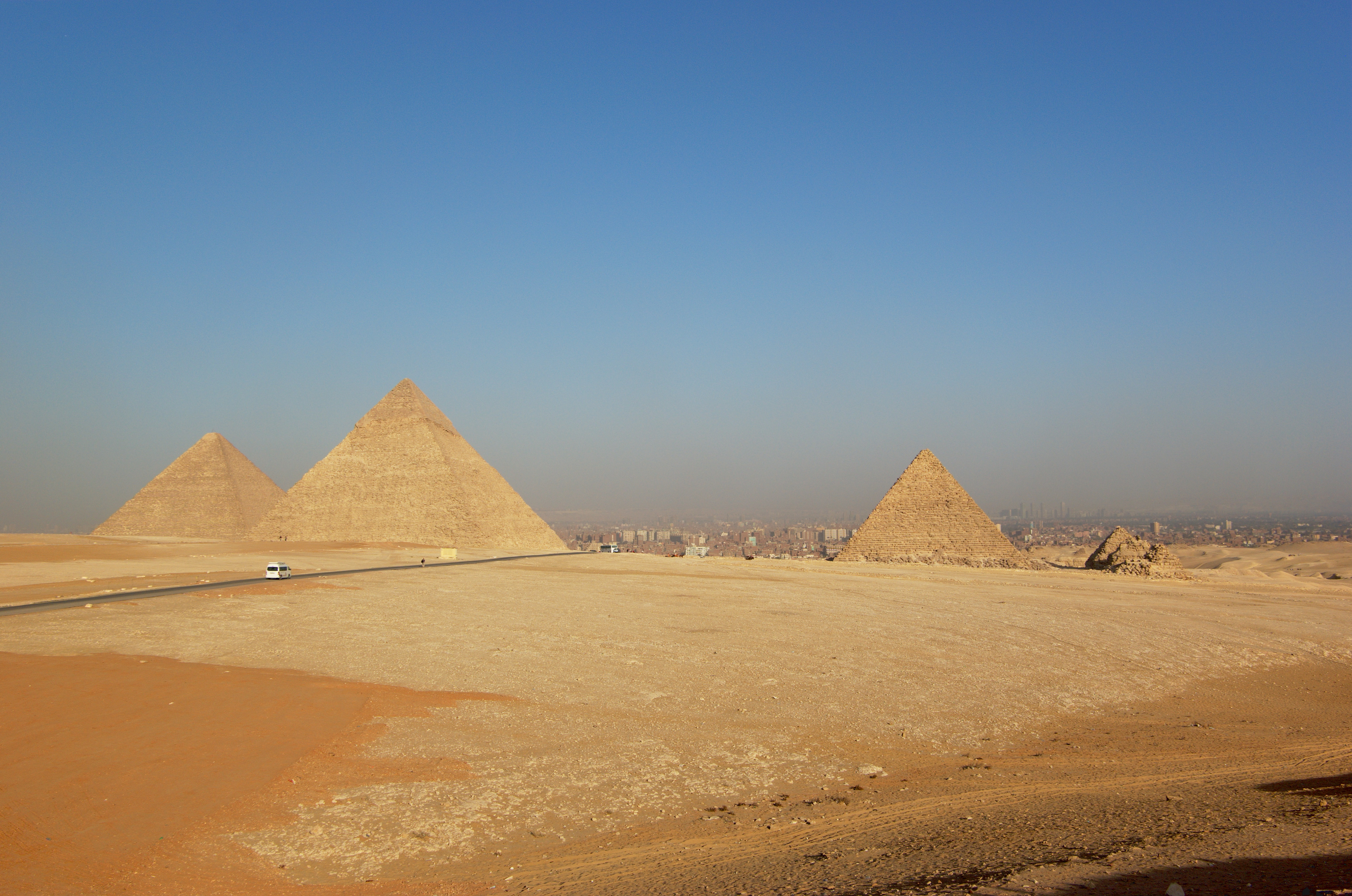
أهرامات الجيزة، الأسرة المصرية الرابعة، عهد خوفو، خفرع ومنقرع

خوفو هو الهرم الوحيد الذي يستخدم مثل هذه الخطة المعقدة. من بناء  خفرع، يعود المصممون إلى غرفة واحدة، وستكون هي نفسها في معظم الأهرامات اللاحقة. من بين هؤلاء، نعلم أساسًا أن  منقرع، ولكن كان هناك أيضًا واحد في  أبو روش لـ دجيدف رع، شقيق خوفو، وستستمر سلالتان لاحقتان في استخدام هذا النموذج القياسي في مواقع أبو صير (الأسرة المصرية الخامسة) وسقارة (الأسرة المصرية السادسة). لسوء الحظ، لم تسمح التقنيات المستخدمة، وهي بلا شك أقل تكلفة ولكنها أيضًا أكثر هشاشة، بالحفاظ الأمثل على هذه الآثار. ومع ذلك، يلاحظ المرء من عهد أوناس ظهور زخرفة في الهرم نفسه، مع ظهور «نصوص الأهرام» منحوتة في حجرة الدفن.
غالبًا ما يُنظر إلى الهرم على أنه كيان مستقل، لكن هذا خطأ: الهرم، مثل أي نصب جنائزي ملكي، هو جزء من الكل أكبر بكثير. ويوجد بجانبه معبدين، «معبد الوادي» و «المعبد الجنائزي»، متصلين بجسر جنائزي. تم استخدام معبد الوادي لاستقبال نعش الفرعون. تم الحفاظ على هرم خفرع بشكل جيد، والذي تضمن أعمدة من الجرانيت الوردي من أسوان وأرضية مرمرية مصقولة، بينما كان من المقرر أن يتواجد مائة في المجمع بأكمله. كما حافظت بعض أهرامات أبوصير على معابدها، مثل معابد ساحورع: المعبد الجنائزي، الذي جدرانه من الحجر الجيري، والأرضية من البازلت والأعمدة من الجرانيت الوردي، يقدم نوعين جديدين من الأعمدة: الأعمدة ذات ناصية التاج أشكال النخيل والأعمدة ذات العدادات الورقية المغلقة.
يجب علينا بالطبع أن نتحدث أيضًا عن الآثار الجنائزية للأفراد، والتي تأخذ دائمًا شكل مصطبة للأغنى، أو هيبوجيوم للأقل حظًا. وضع النبلاء، وكذلك بعض العمال الذين عملوا في الهرم، مقابرهم في مدينة جنائزية مجاورة للنصب الملكي، ربما للاستفادة بشكل أفضل من التأثير الإلهي للفرعون. كان المجمع الجنائزي محاطًا بسور يفصل بين عالم الأحياء وعالم الموتى.

### العمارة الدينية
إن المعمار الديني المتبقي محدود للغاية إذا أغفلنا المعابد الجنائزية. ومع ذلك يمكننا أن نشير إلى بناء معابد الشمس المصرية حيث يتم تكريم الإله رع على شكل مسلة كبيرة. أحدها، بناه ني أوسر رع في أبو غراب، به عشرة أحواض من المرمر مخصصة لتقديم القرابين الحيوانية. كما هو الحال في المجمعات الجنائزية، تم تقسيمه إلى معبد مرتفع به مسلة من الحجر الجيري، متصلة بمعبد منخفض بواسطة جسر.

### الديكور المعماري
إذا كان الجزء الداخلي من الأهرامات غير مزخرف، باستثناء زوسر، فإن الأمر نفسه لا ينطبق على المصاطب والمعابد الجنائزية، وكلها مزينة بنقوش بارزة مرسومة. تعد كنيسة مصطبة أخثتيب، التي أعيد تجميعها في اللوفر، أحد الأمثلة الأكثر لفتًا للانتباه. تتنوع المواضيع: حملة القرابين، والأبواب المزيفة، والمتوفى يرحب بالزائر، والملاحة في الآخرة، وإعداد مأدبة الجنازة، ومشاهد الحياة اليومية، إلخ. كل من هذه التمثيلات لها معنى رمزي ومكان محدد. على سبيل المثال، على الجدار الجنوبي للمصلى، الذي يتصل بـ سرداب عن طريق شق، توجد عادة قائمة بالقرابين.
منذ عهد أوناس، تطورت الزخرفة المرسومة بدون نقوش بارزة، دائمًا على نفس الموضوعات، كما أنها تغزو غرف جنازات الأهرامات. يمثل تمثال الملك أوناس، المزين بسماء مرصعة بالنجوم وكتاب الأهرامات، بشكل خاص. اللوحة الجصية الشهيرة «إوز ميدوم» هي أيضًا شاهد على تطور فن الرسم الجصي في عهد الأسرة المصرية السادسة

## النحت

### التماثيل

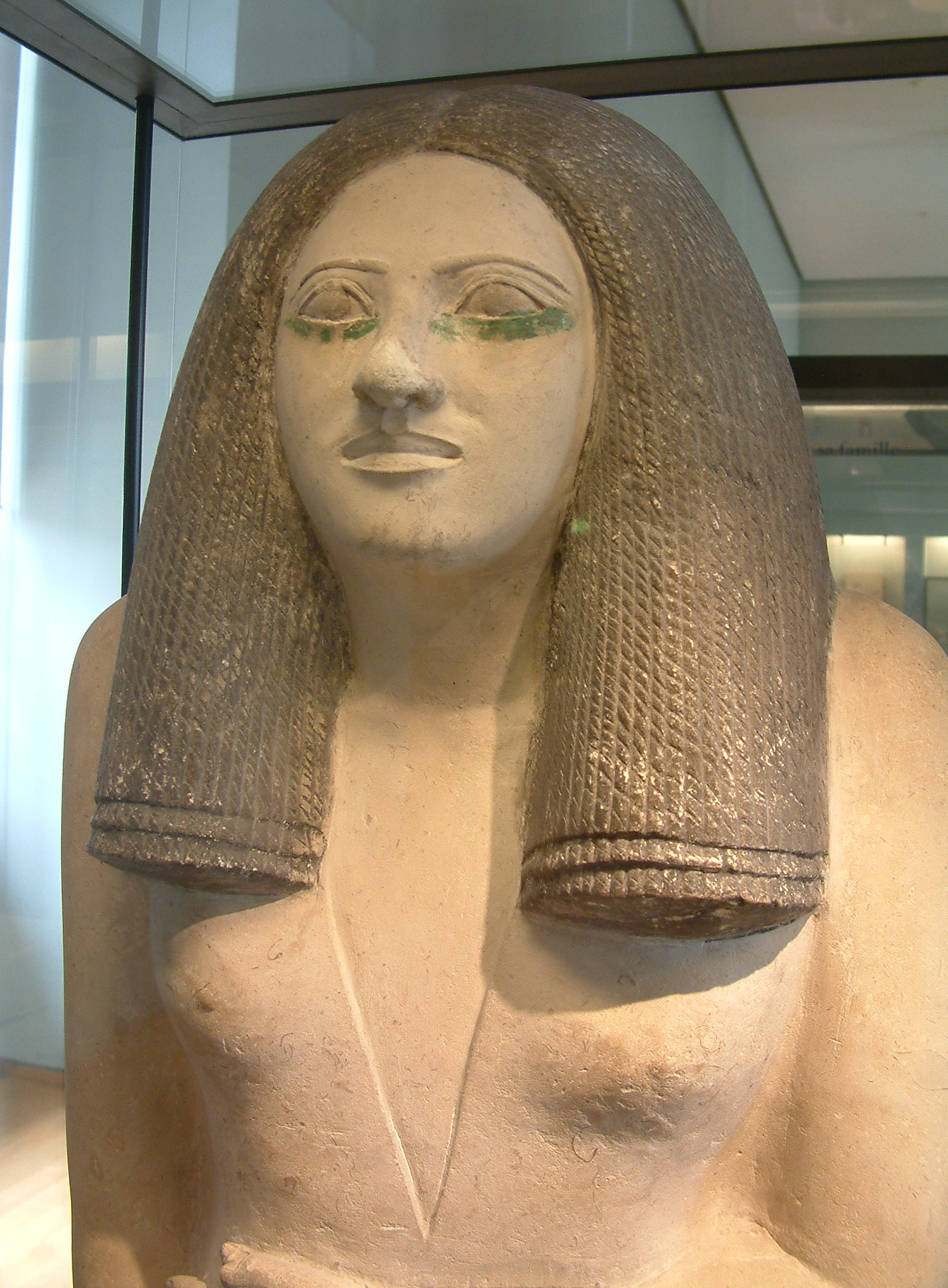
نيسا، الحجر الجيري الملون، الأسرة المصرية الثالثة، متحف اللوفر

التطور العظيم في التماثيل هو الزيادة في الحجم. إذا كانت تماثيل الملك خع سخموي في الأسرة الثانية لا تتعدى 70 سم، فإن ذلك موجود في سرداب الملحق بهرم الملك زوسر، المرتفع قريبًا من 1.50 متر، يمثل الملك في الحجم الطبيعي. مع ذلك، لديها نفس الموقف، نفس الأشياء الرمزية مثل أسلافها.

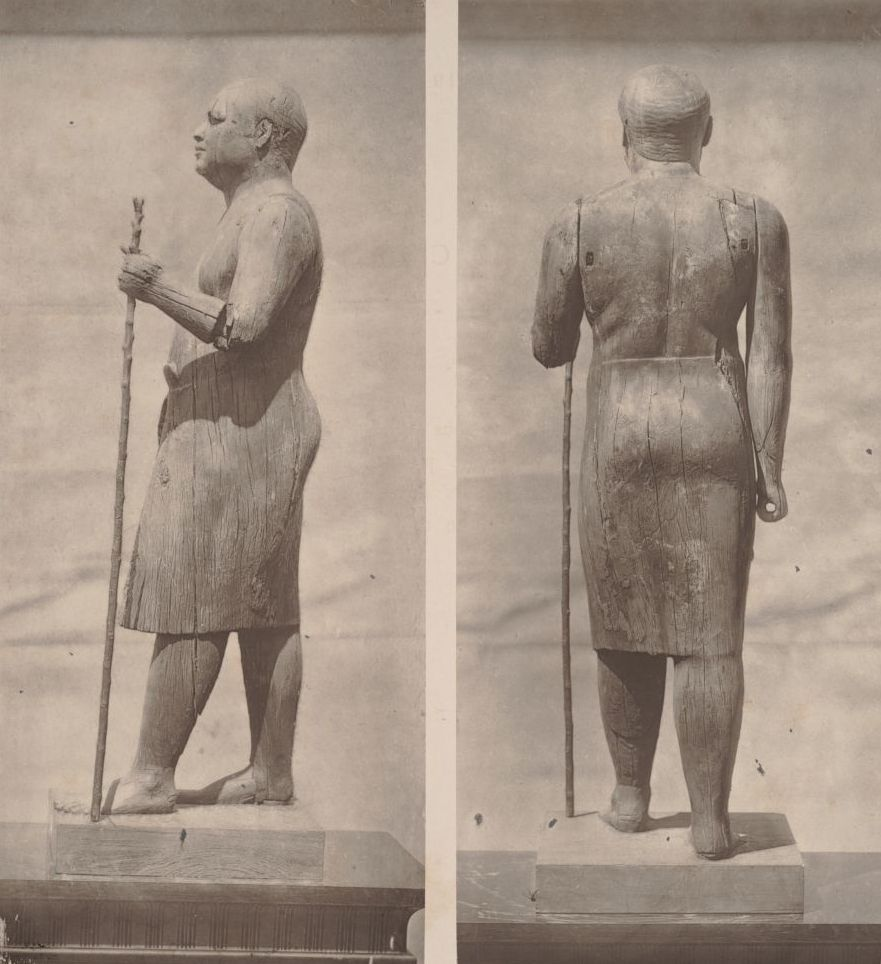
الكاتب كاببر. بداية عهد الأسرة المصرية الخامسة، ج. 2500 قبل الميلاد. خشب. في مارييت وآخرون. 1872. المتحف المصري بالقاهرة

في بداية الفترة، ظلت التماثيل ضخمة جدًا: لم يتم فصل الساقين والذراعين عن الكتلة، والرأس غارق قليلاً، والساقين ضخمة وثقيلة. الأزياء المستخدمة للأفراد هي مئزر ذو ثنيات وشعر مستعار للرجال، وفستان طويل ضيق وثلاثة أجزاء شعر مستعار للنساء. تم رسم التماثيل، ولكن اختفى معظم تعدد الألوان. نلاحظ بشكل عام الواقعية التشريحية الكبيرة في عرض الوجوه (حبة طفيفة تحت العينين، نمذجة دقيقة)، حتى لو ظلت نمطية.
تم العثور على تمثال نيسا، المعروض في المقابل، مع تمثالين لزوجها سيبا. تشكل هذه التمثيلات، التي تعود إلى الأسرة المصرية الثالثة، الأمثلة الأولى للتماثيل بالحجم الطبيعي.
تقدم التماثيل الملكية للحاكم في موقف كلاسيكي بالفعل، والذي سيستمر في جميع أنحاء مصر القديمة. يمكن العثور على الفرعون جالسًا على عرش منخفض الظهر، كما هو الحال في التمثال الصغير لـ خوفو من متحف الفن المصري في القاهرة، ثم يرتدي عباءة عيد سد أو 'مئزر طويل يقول مئزر قديم. يمكن أن تظهر أيضًا في وضع مستقيم: هذا هو الحال في ثالوث منقرع. تظهر هذه المنحوتات الحجرية ذات اللون الرمادي الداكن والأخضر (جرواق)، التي يبلغ ارتفاعها حوالي متر واحد، الملك منقرع محاطًا بالملكة في حتحور وتجسيدًا لـ مقاطعات مصر القديمة. عثر جورج أندرو رايزنر على هذه المنحوتات، التي تقع في منتصف الطريق بين الدائرة والنقش البارز، في عام 1908، في معبد وادي المجمع الجنائزي منقرع. تم اقتراح العديد من التفسيرات، ويعتقد المتخصصون حاليًا أنها ترمز إلى الطوائف المختلفة للمعبودة حتحور، وربما كان هناك ثمانية.

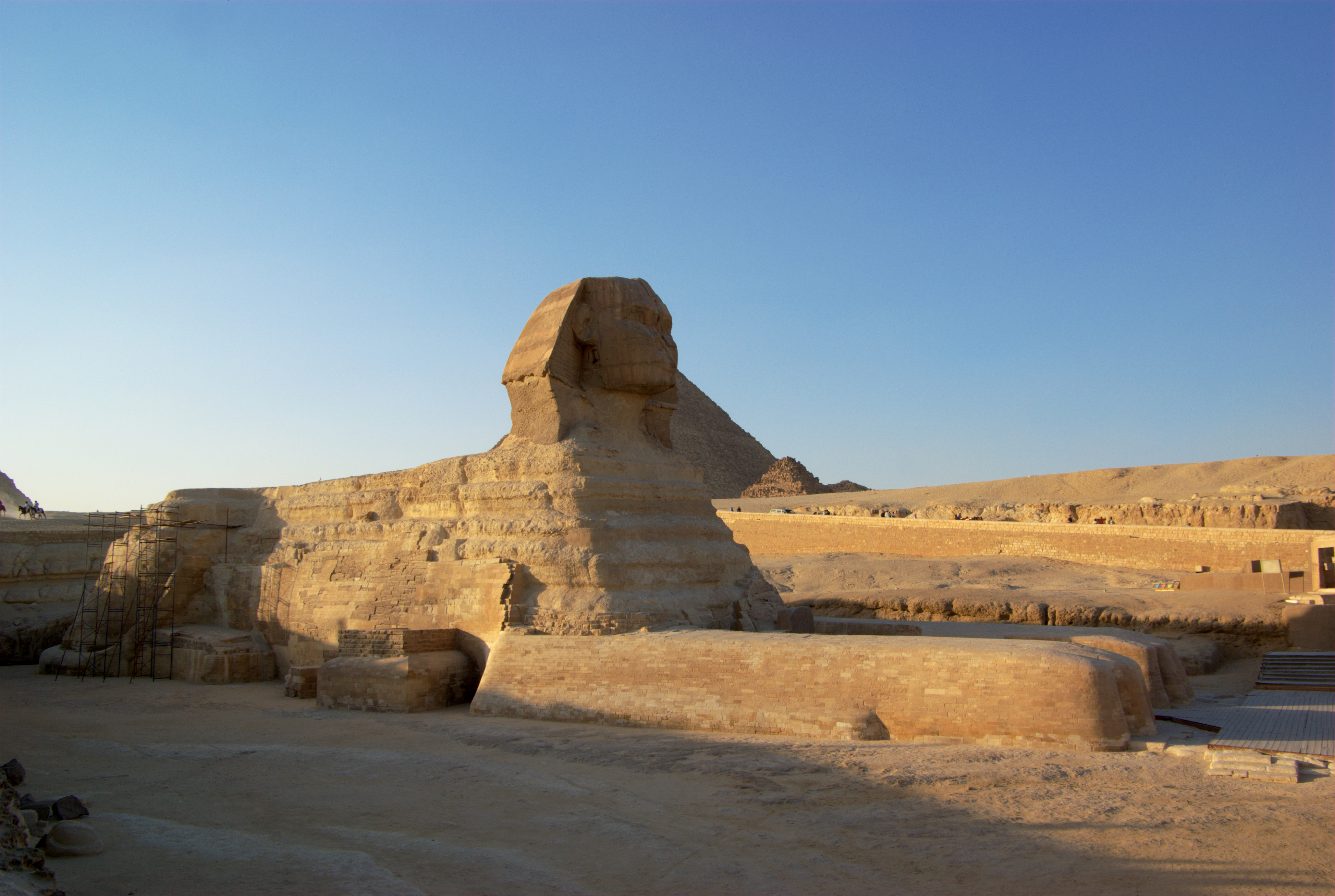
أبو الهول الجيزة، الأسرة المصرية الرابعة

الموقف الثالث للتمثيلات الملكية هو نوع أبو الهول. من الواضح أننا نفكر في أبو الهول في الجيزة الذي يمثل إما خفرع أو خوفو. يمكن أن يتوافق تمثيل الفرعون على شكل أسد كاذب برأس بشري مع رمزية شمسية، حيث يتم تمثيل الملك في جانبه حورس. هذا التفسير سيدعمه رئيس دجيدفري المحفوظ في متحف اللوفر. في الواقع، ستظهر الدراسات الحديثة أنه يأتي من أبو الهول، بالنظر إلى ارتباط النمس بمؤخرة الرأس. لكن هذا التمثال منحوت باللون الأحمر كوارتزيت وهو حجر ذو رمزية شمسية قوية لأن لونه سيأتي من دم الثعبان أبوفيس الذي ر يغلبه كل ليلة.
الرموز الملكية المستخدمة هي النمس، المخططة مع استثناءات قليلة، التيجان (التاج الأبيض، التاج الأحمر، التاج المزدوج)، ذيل الثور، الحقة ونخاها، اللحية المستعارة مستقيم. ال الصل، التي لا تصل إلا بعد عهد زوسر، تلتف فوق الجمجمة قبل أن ترتفع على جبهتها.
عادة ما تكون تماثيل الأفراد أصغر في الحجم، باستثناء مجموعة Sépa و Nésa. إذا كان هؤلاء من الأسرة المصرية الرابعة لديهم وجه كروي وجسم عضلي، فإن الميل في ظل الأسرة المصرية الخامسة هو نحو الواقعية. أما بالنسبة للوجه، فيجب أن يكون مخلصًا إلى حد ما للنموذج، لأنه يحتوي على واقع سحري: محبوس في سرداب، من المفترض أن تستقبل التماثيل  با روح الميت بطريقة ما. نلاحظ آثار الماكياج الأخضر تحت عيون الشابة: هذا اللون من سمات مكياج الأسرة الثالثة. بعد ذلك، ستتخذ ظلال العيون اللون الأسود (كحل).

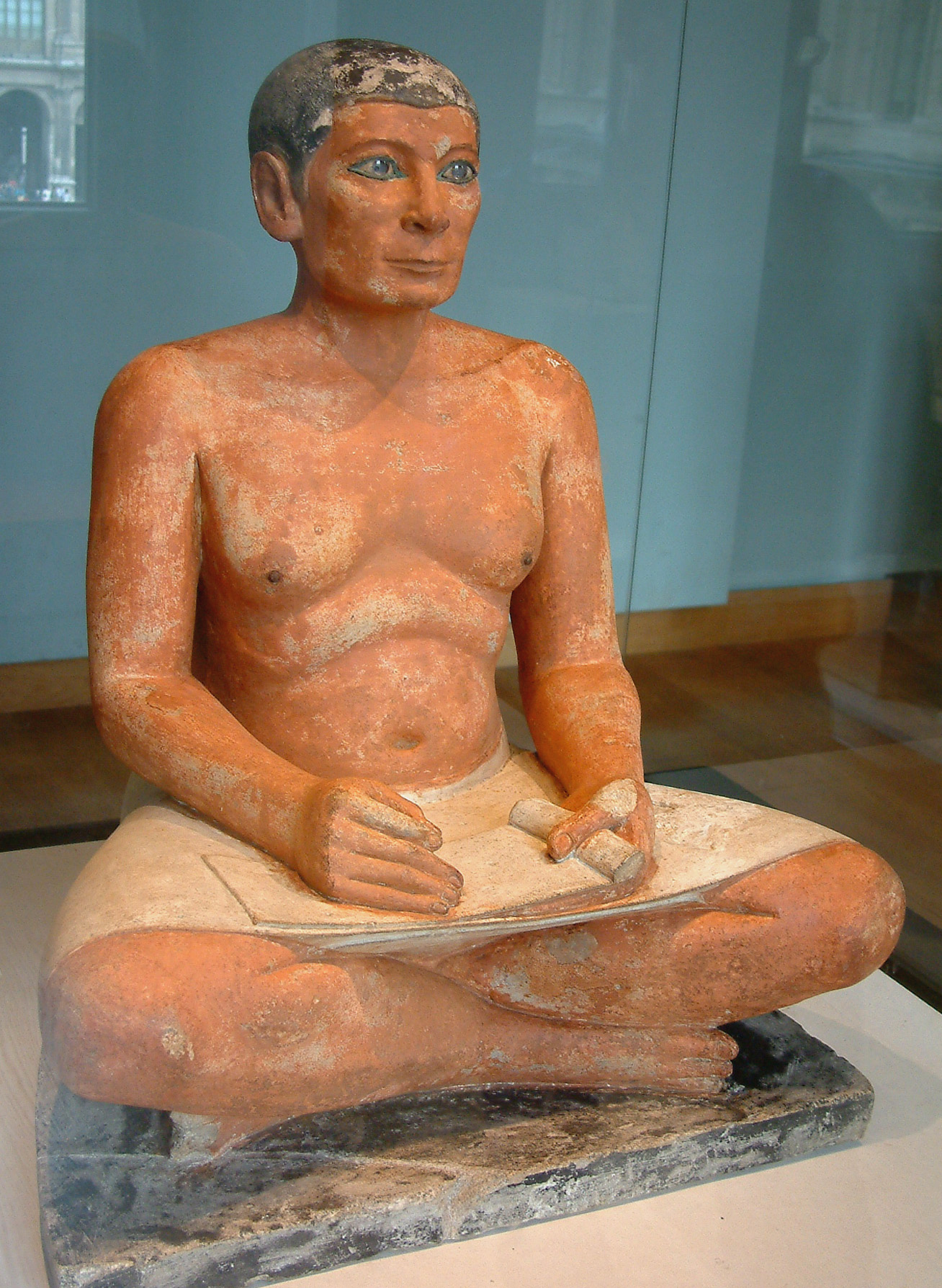
الكاتب الرابض، الأسرة المصرية الخامسة، متحف اللوفر

تم طلاء التماثيل بألوان تقليدية (بني للرجل، مغرة فاتحة للمرأة، أسود للشعر)، لكنها غالبًا ما اختفت. وُلد ترصيع العيون من الأسرة المصرية الثالثة، لكنه تطور فقط من الأسرة الرابعة، مما أعطى الهواء الحي للمنحوتات. في «الكاتب الرابض» في اللوفر، على سبيل المثال، تصنع العيون من الكريستال الصخري للتلميذ، والحجر الأبيض للقرنية، ومحاطة بالنحاس.
يتم استخدام عدة نماذج من قبل الأفراد. هناك شخصيات بمفردها تجلس على مقعد منخفض الظهر أو تقف. ومع ذلك، فإن نوع الزوجين مهم جدًا أيضًا: فالمرأة والرجل يجلسان أو يقفان جنبًا إلى جنب، والأول يضع يدها على كتفي الآخر، وحتى يحتضن الزوج. غالبًا ما يتم تصوير السليل بين أرجلهم، أصغر بكثير وبفتيل واحد، سمة الطفولة. يتم استخدام نوع الكاتب بشكل متكرر أيضًا.
منذ عهد أوناس، ظهر نمط جديد يسمى «النمط الثاني». هذا تغيير جمالي مذهل وطوعي. عادة ما تكون التماثيل المنتجة أصغر في الحجم، والخشب هو المادة المفضلة. يتغير تمثيل جسم الإنسان: تصبح الرؤوس أكبر، مع انتفاخ العينين أحيانًا، على عكس الجسم النحيف ذي الأيدي النحيلة للغاية والخصر النحيف. يتم فصل الذراعين عن الجسم، وتختلف الأوضاع (شكل راكع يقدم مزهريات `` نو، وشخص جالس مع ساق واحدة مطوية أمامك، إلخ).

### النحت البارز

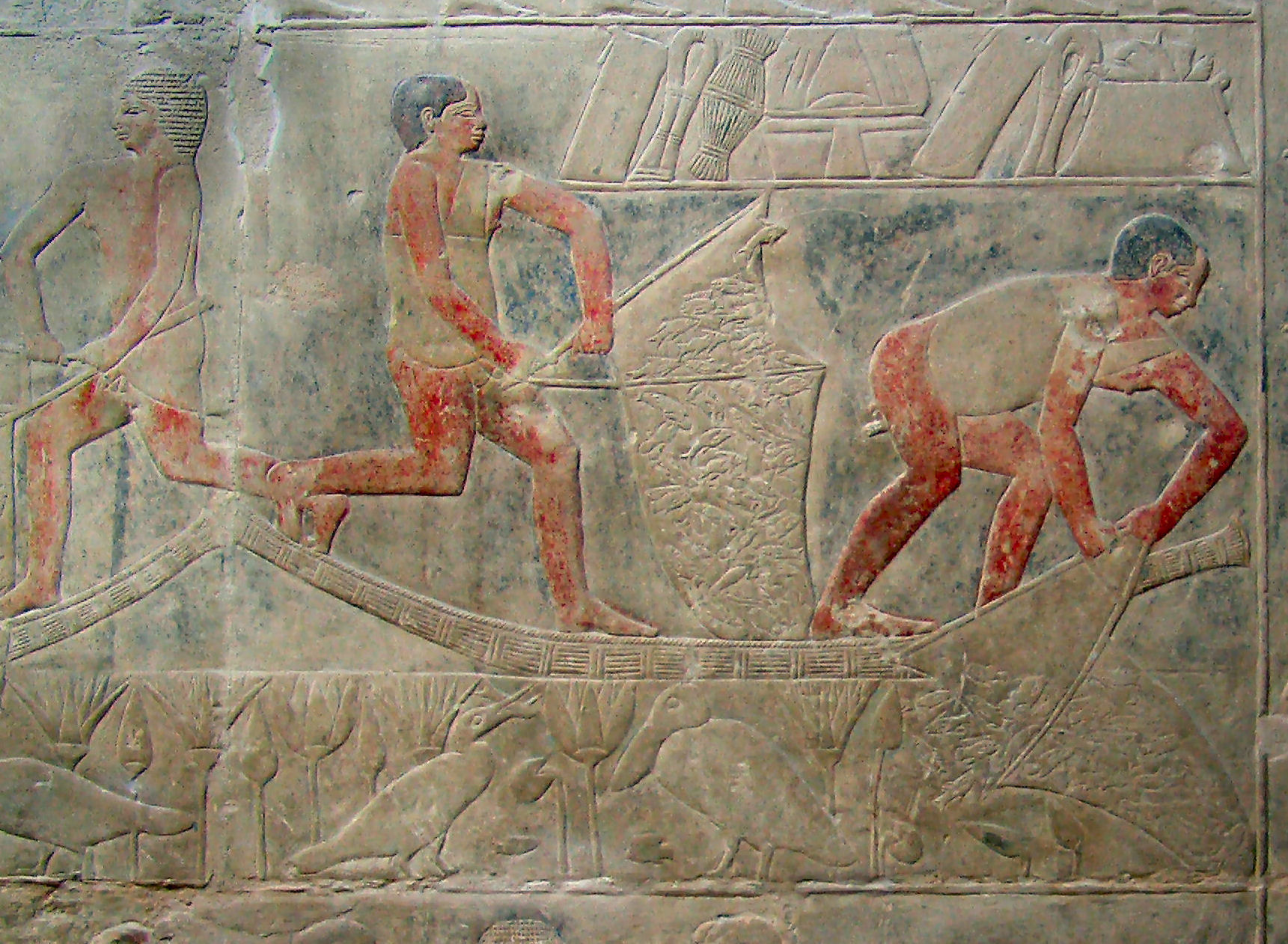
الصيادون. نقش أساسي ملون. مصطبة مروكة. عهد تيتي (حوالي 2350 قبل الميلاد)، الأسرة المصرية السادسة

علامات القبور مهمة جدا. بشكل عام، يمثل المتوفى جالسًا على مقعد بأرجل حيوانات، ويواجه طاولة القرابين. علاوة على ذلك، يتم تمثيل هذه فوق الأثاث، وفقًا لمبدأ الجانب، ويتم تمثيل طقوس تعداد الهدايا (الكتان، الطعام) بجانبه. عادةً ما يكون النقش منخفضًا جدًا، ويقترب من النقش، وقد تم رسمه وفقًا للاتفاقيات. الأزياء هي نفس تلك الخاصة بالتماثيل.
تم وضع التقنيات الرئيسية التي استخدمها النحاتون من المملكة المصرية القديمة:
- «تضاريس بارزة» للمشاهد والنقوش الموجودة داخل الآثار. تم رسمها بشكل عام، كما يتضح من البقايا العديدة لمعابد المصطبة (انظر معبد أخيتيب، الأسرة المصرية الخامسة، متحف اللوفر).
- "" ما يسمى «بالنحت المجوف»، أي أن الزخارف والنقوش محفورة بعمق، وبقي الجزء السفلي بارزًا، للجدران الواقعة خارج النصب التذكارية. تمنع هذه التقنية النقوش البارزة من أن يتم سحقها بصريًا بواسطة السطوع القوي للشمس المصرية. تعمل عضادات وسواكف أبواب الآثار الجنائزية، وكذلك اللوحات المثبتة في الهواء الطلق على تطوير هذه التقنية الخاصة بالفن الفرعوني (انظر لوحة الملك الثعبان (وادجيت)، الأسرة المصرية الأولى، متحف اللوفر).
- "" البارزة المسطحة "، نادرًا ما تستخدم، تتعلق بأقدم النقوش البارزة.
- "" نقش مرصع بعجينة زجاجية متعددة الألوان ""، تظهر هذه التقنية تحت الأسرة المصرية الرابعة، في الزخرفة الداخلية لمصطبة الأمير نفر ماعت، الأخ غير الشقيق لخوفو وأول وزير المعروف.

## أثاث الجنائز
- عارضات ازياء

من الأسرة المصرية الرابعة تظهر في مقابر النماذج، أي تماثيل صغيرة تعمل كخدم جنازات. في الحجر الجيري الملون أو الطين أو العاج أو الخشب، يبلغ قياسهم عمومًا حوالي عشرين سنتيمترا، ويمثلون الحرفيين في العمل، حاملي القرابين، القوارب، مخازن الحبوب.

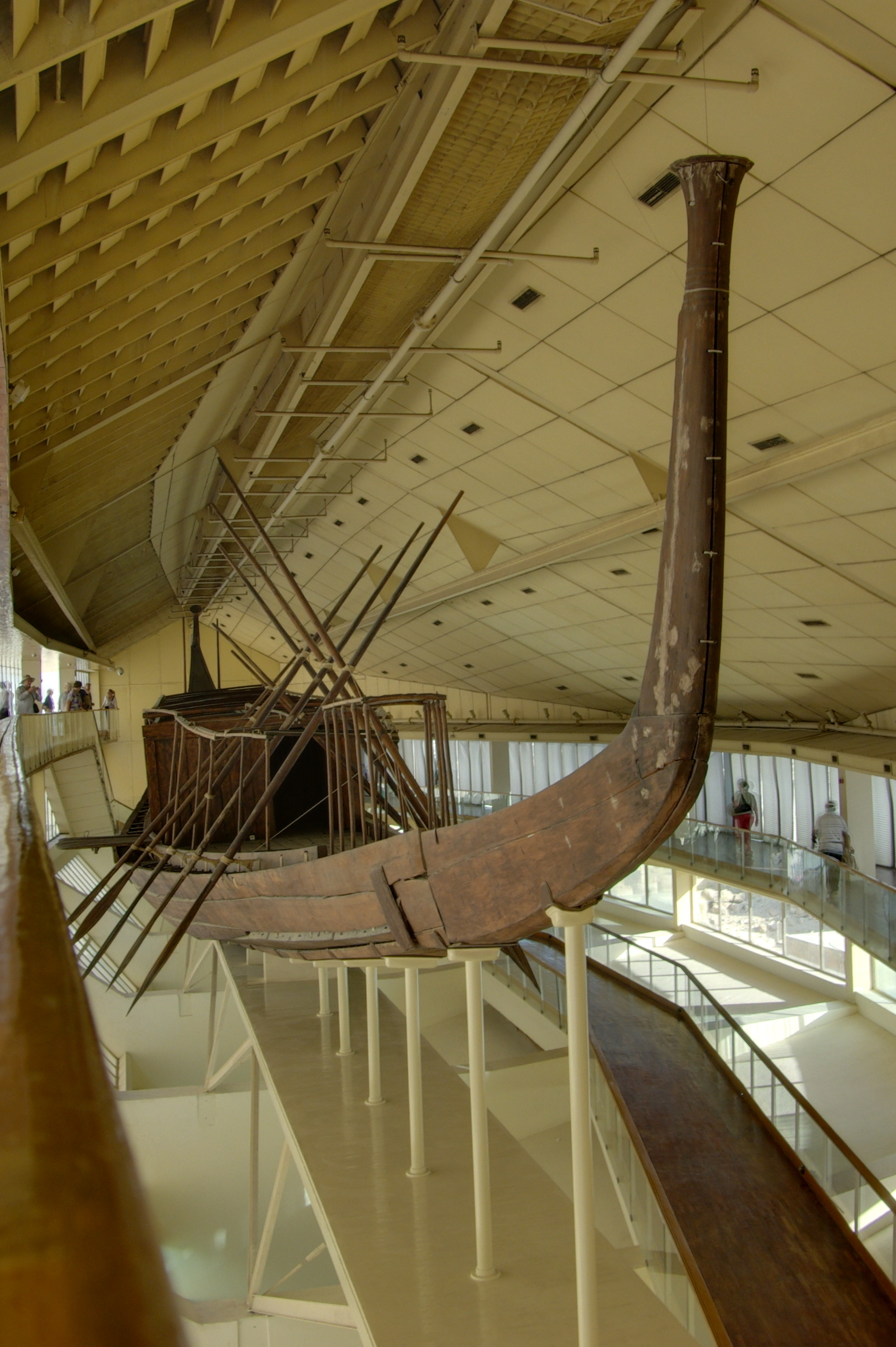
قارب خوفو الشمسي، الأسرة المصرية الرابعة

ربما يمكن اعتبار مراكب الشمس الموجود في مجمع تشيوبس الجنائزي نموذجًا كبيرًا جدًا.
- ساركوفاجي

نوع التابوت المعروف في ذلك الوقت هو خزان حجري بغطاء مقبب ومزين، مثل العلبة الواقية (العلبة في السرخ). مثال على ذلك تابوت منقرع.
- طاولات الطرح

يبدو أنه لا جدال في أن الميت دفن بالطعام والأنسجة. ومع ذلك، لتوفير وقف القرابين، تم وضع الجداول أيضًا مع التمثيل الهيروغليفي للطعام والشراب. وبفضل سحر الكتابة الهيروغليفية، وجدت هذه المواد الغذائية، متجنبة الحرمان على المتوفى. كما ذكرنا «أعلاه»، تم تمثيل هذه الجداول أيضًا على لوحات.
- قطعة اثاث

الأثاث معروف لنا بفضل اللوحات والتمثيلات المختلفة، لكن قبر الملكة حتب حرس، والدة خوفو، أعطتنا قطعًا رائعة من الأثاث والأشياء من الخشب المذهب: المظلة، الصناديق، كراسي بذراعين على شكل كفوف أسد، كرسي سيدان، إلخ. كما تم اكتشاف جرار تيراكوتا ومجموعة أدوات تجميل ومجوهرات ذهبية هناك.
- التمائم والأشياء الصغيرة

مع النمط الثاني، امتلأت المقابر بالأشياء الصغيرة (المزهريات والمجوهرات) بالنقوش والتمائم على شكل الآلهة، وأنواع الأشياء التي نجت من سقوط المملكة المصرية القديمة.